# Denticeps clupeoides
Denticeps clupeoides là một loài cá nhỏ (dài tới 15 cm) được tìm thấy trong các con sông ở Bénin, Nigeria và Cameroon (các sông Ouémé, Niger, Cross, Mungo). Nó có quan hệ họ hàng với các loài cá trích, nhưng đáng chú ý ở chỗ có vây hậu môn to và một mảng vảy giống như răng nhỏ trên bề mặt các xương da đầu, làm cho nó bề ngoài như là bằng lông thú, và đường bên chạy dọc theo toàn bộ phần hai bên mình. Nó là loài duy nhất trong họ Denticipitidae.